# 181 West Madison Street
181 West Madison Street ist ein Wolkenkratzer in der US-amerikanischen Großstadt Chicago, der sich an der gleichnamigen Adresse befindet. Das Bauwerk wurde ab 1988 errichtet und im Jahr 1990 fertiggestellt. Die Höhe beträgt 207 Meter. Die 50 Stockwerke des Gebäudes verfügen insgesamt über eine Nutzfläche von 104.000 Quadratmetern, die fast ausschließlich, abgesehen von einigen technischen Einrichtungen, für Büroräume in Anspruch genommen werden. Für die Planung des Hochhauses war der bekannte Architekt César Pelli verantwortlich. Die Fassade wurde mit Stein gestaltet und die Fenster in Einzelteilen eingefügt. Nach oben hin wird das Hochhaus durch verschiedene Rücksprünge ein wenig schmaler, schließt jedoch trotzdem mit einem Flachdach ab.